# Cheirodon kiliani
Cheirodon kiliani är en fiskart som beskrevs av Campos 1982. Cheirodon kiliani ingår i släktet Cheirodon och familjen Characidae. IUCN kategoriserar arten globalt som otillräckligt studerad. Inga underarter finns listade i Catalogue of Life.